# 美女と野獣 (1946年の映画)
『美女と野獣』（びじょとやじゅう、フランス語原題：フランス語: La Belle et la Bête ）は、1946年のフランスの恋愛ファンタジー映画。J・L・ド・ボーモン夫人が描き、1757年にお伽噺の詞華集 (Le Magasin des Enfants, ou Dialogues entre une sage gouvernante et ses élèves, London 1757)の一端として発表された『美女と野獣』を映画化し、フランスの詩人であり映画製作者であるジャン・コクトー、ベル役のジョゼット・デイとジャン・マレーといった映画スターたちが結集した。
コクトーの映画構成は、野獣の花園から薔薇を摘んだことによって死刑にされるベルの父親を中心に展開される。ベルは野獣に父親を還してほしいと頼む。野獣はベルに恋をして、一晩中結婚を申し込むが、ベルは拒む。野獣はベルが家族の元に還ることを許すが、もし彼女が1週間以内に戻らなければ父親を殺すという試練を課す。最終的にベルは、野獣に魅かれるようになる。

## ストーリー
ベル（ジョゼット・デイ）が自宅で床をこすり洗いしているのを見て、「もっと良い扱いを受ける価値があるから」と言って、彼女の兄リュドヴィク（ミシェル・オークレール）の友人アヴナン（ジャン・マレー）が求婚する。しかし、ベルは家で父の世話をしたかったため、アヴナンを拒絶する。ベルの父（マルセル・アンドレ）は全財産を掛けた船の一団が難破して、無一文になる寸前だったが、一隻だけ助かったことを聞き、ベルの口やかましい2人の姉アデレードとフェリシーへのプレゼントを約束する。ベルに欲しいものを聞いたら、薔薇が欲しいと答える。しかし、ベルの頼りない兄リュドヴィクは、高利貸しに自分がした借金を支払うことができないならば父が肩代わりする契約にサインする。その後、ベルの父は港に到着するや財産はリュドヴィクの負債を清算するために押収されたことを知り、失意の中、夜に森を通って帰宅するはめになる。
ベルの父は森で道に迷い、門がある大きな城にたどり着く。その門とドアが自ら魔法のように開き、彼が城に入ると、魔法をかけられた枝つき燭台がごちそうを載せた食卓に案内して御馳走を食べ、そこで彼は寝入ってしまう。その後、大きな唸り声によって呼び起こされたベルの父は、城の庭を歩き回る。ベルがバラを求めていたのを思い出して、バラを木からむしり取ると、野獣が現れる。野獣は彼を盗みのために殺すと脅すが、娘の一人が身代わりになれれば見逃すと言う。野獣は、父を森を抜けて家まで案内させるためにマニフィックという白馬を貸す。家に戻ったベルの父が状況を家族とアヴナンに説明すると、ベルは父の身代わりになることに同意する。ベルはマニフィックに乗って城に行き、野獣を見つけ、その容姿を見て気絶し、城の居室に運ばれる。目覚めたベルは、何でも見ることができる魔法の鏡を見つけるのだった。野獣はベルを夕食に招待する。そこで、彼女は彼に対等に采配できるが、毎日彼から結婚を懇願されると言われる。日が経つにつれ、ベルはだんだんと野獣が好きになるが、結婚を拒否し続ける。ある日魔法の鏡を使って、ベルは父が瀕死の病であることを知る。野獣はベルに1週間だけ戻る許可を与え、ベルに二つの不思議な道具を与えた。それは、ベルが望んだどこにでも行くことができる手袋と、野獣の本当の富のもとであるディアーナの宝庫の錠を開ける金色の鍵だった。
ベルは寝たきりの父の部屋に姿を現すために手袋を使う。ベルの訪問は、父の健康を回復させた。ベルは、家族が貧しい生活をしていて、リュドヴィクがした高利貸しとの取引きから立ち直っていなかったのを知る。城でのベルの豊かな生活をねたんで、アデレードとフェリシエは金色の鍵を盗んで、リュドヴィクとアヴナンを野獣に対抗させる計画を案じる。アヴナンとリュドヴィクは、彼ら独自に野獣を殺す計画を考え、ベルの姉たちを援助することに同意する。ベルを引きとめさせるために、ベルの姉たちは彼女をだまし、彼女を愛しているふりをして期限の1週間以上滞在させようとする。ベルは、いることにしぶしぶ同意する。野獣はベルを取り戻すために魔法の鏡とマニフィック号を送る。しかし、リュドヴィクとアヴナンがマニフィック号を先に見つけて、それに乗って城に行く。ベルは、その後、魔法の鏡が野獣の悲しい顔を映すのを見る。鏡が壊れたときベルは金色の鍵をなくしたことに気づく。ベルは取り乱して、魔法の手袋を使って城に戻り、中庭で傷心のために瀕死になった野獣を見つける。一方、アヴナンとリュドヴィクは、ディアーナの宝庫に出くわした。盗んだ鍵では罠を起動させるかもしれないと思って、宝庫の壁をよじ登る。野獣がベルの腕の中で死んだ時、アヴナンはその宝庫のガラスの屋根を壊して押し入り、ローマの女神ディアーナの命が吹き込まれた像に矢を射られて野獣に変身する。またベルを恋して死にそうだった野獣は、アーデント王子に変身する。
彼が言うには両親が精霊を信じなかったので精霊は彼を野獣の姿に変えたのだが、愛してくれる女性が現れたために人間に戻れたのである。王子は再びベルに求婚し、ベルがほほ笑むと、二人は宙に浮き、夜空に浮かび上がっていくのであった。

## キャスト
| 役名         | 俳優                   | 日本語吹替                      | 日本語吹替                             | 日本語吹替                         |
| 役名         | 俳優                   | フジテレビ版                    | 東京12ch版                             | TBS版                              |
| ------------ | ---------------------- | ------------------------------- | -------------------------------------- | ---------------------------------- |
| 野獣         | ジャン・マレー         | 山内雅人                        | 青野武                                 | 津嘉山正種                         |
| 王子         | ジャン・マレー         | 山内雅人                        |                                        | 津嘉山正種                         |
| アヴナン     | ジャン・マレー         | 山内雅人                        | 安原義人                               | 津嘉山正種                         |
| ベル（美女） | ジョゼット・デイ       | 北里深雪                        |                                        | 武藤礼子                           |
| フェリシー   | ミラ・パレリ           |                                 |                                        | 達依久子                           |
| アデレード   | ナーヌ・ジェルモン     |                                 |                                        | 森田育代                           |
| リュドヴィク | ミシェル・オークレール |                                 |                                        | 秋元羊介                           |
| 高利貸し     | ラウール・マルコ       |                                 |                                        | 前沢迪雄                           |
| ベルの父親   | マルセル・アンドレ     |                                 |                                        | 宮沢元                             |
| その他       | N/A                    |                                 |                                        | 小島敏彦                           |
|              |                        |                                 |                                        |                                    |
| 演出         | 演出                   | 小林守夫                        |                                        | 松川陸                             |
| 翻訳         | 翻訳                   |                                 |                                        | 入江敦子                           |
| 効果         |                        |                                 |                                        |                                    |
| 調整         |                        |                                 |                                        |                                    |
| 制作         | 制作                   | 東北新社                        |                                        | ザック・プロモーション             |
| 解説         |                        |                                 |                                        |                                    |
| 初回放送     | 初回放送               | 1961年10月30日 『テレビ名画座』 | 1978年9月29日 『想い出の名作洋画劇場』 | 1986年7月18日 『金曜ロードショー』 |

## 逸話
野獣のメイクは、コクトーが1936年に来日して鑑賞した尾上菊五郎の『鏡獅子』からヒントを得たと言われている。

## 映画製作
この映画の音楽はジョルジュ・オーリックが作曲し、アンリ・アルカンが撮影した。クリスティアン・ベラールとリュシアン・カレーは、美術監督をした。
DVD版に書かれているように、屋外風景は、アンドル＝エ＝ロワール県にあるロッシュ・クルボン城 (en:Château de la Roche Courbon)の中で撮影された。セットデザインと撮影はギュスターヴ・ドレの挿絵と彫刻を、農家の場面ではヨハネス・フェルメールの絵画を喚起することを狙った。

### 関連出版
- 『美女と野獣』 釜山健訳、創元ライブラリ、1995年 - シナリオ（元版は「全集Ⅶ 戯曲」東京創元社）
- 『美女と野獣　ある映画の日記』 秋山和夫訳、筑摩書房「リュミエール叢書」、1991年 - 撮影日誌

## 公開
日本では1948年（昭和23年）1月に公開。フランス映画として、第二次世界大戦後に初めて公開された作品となった。